# 酒店冶铁遗址
酒店冶铁遗址位于中国河南省西平县西部和舞钢市中东部，因最早在西平县酒店乡酒店村（现已并入出山镇）试掘，故而得名。酒店冶铁遗址是古文献记载的中国最早的冶铁作坊遗址之一，也是战国时期最著名的兵器制造地。1963年被列为河南省文物保护单位，1996年被列为第四批全国重点文物保护单位。
在今舞钢市区域内有丰富的铁矿资源，其中部分为露头矿，极易开采。在酒店村出土了大量炼炉壁残块和炼渣以及部分盆罐陶器残片。在遗址南部（潭山水库南岸）清理出一座保存较好的炼铁炉，具有战国中晚期的形态特征，其结构与湖北铜绿山发现的春秋时期炼炉相似。